# ジョン・シドニー (第6代レスター伯爵)

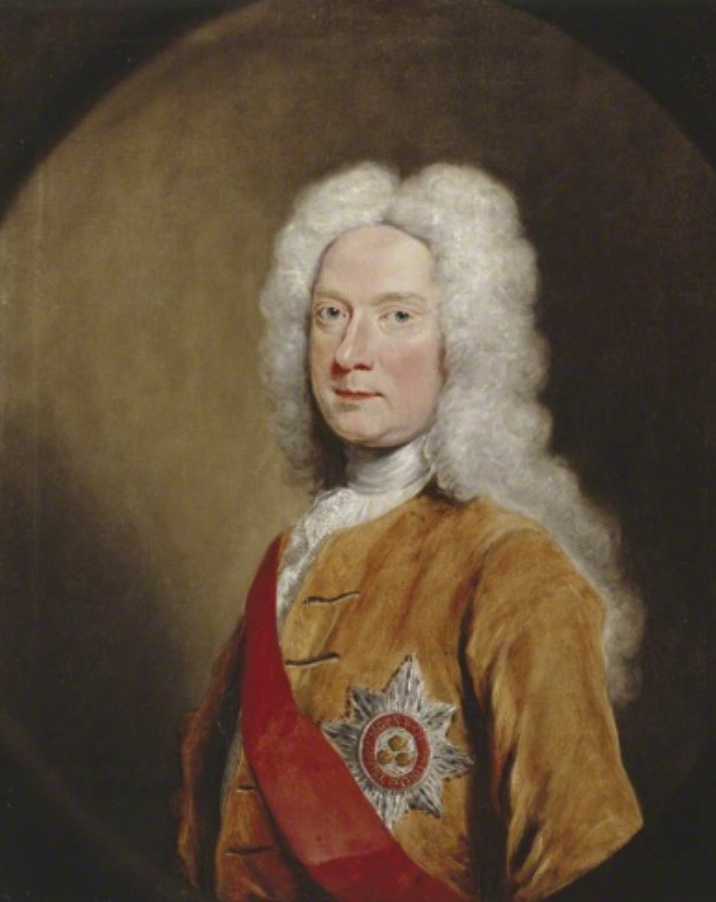
ジョセフ・ハイモアによる肖像画、1728年。

第6代レスター伯爵ジョン・シドニー（英語: John Sydney, 6th Earl of Leicester KB PC、1680年2月14日 – 1737年9月27日）は、イギリスの貴族、政治家。

## 生涯
第4代レスター伯爵ロバート・シドニーとエリザベス・エジャートン（第2代ブリッジウォーター伯爵ジョン・エジャートンの娘）の次男として、1680年2月14日に生まれた。
1696年にエンサインとして陸軍に入隊、1702年2月に中佐に昇進した。
1704年4月、初代ロムニー伯爵ヘンリー・シドニーの遺産をほぼすべて継承した（合計で約4万ポンド）。1705年3月に軍から引退した後、1705年イングランド総選挙でブラックリー選挙区から出馬して当選したが、2か月後の1705年7月24日に兄にあたる第5代レスター伯爵フィリップ・シドニーが死去すると、レスター伯爵の爵位を継承した。
ハノーヴァー朝では多くの名誉職に就任した。1714年10月20日のジョージ1世戴冠式に参加したほか、1717年から1727年まで寝室侍従を、1717年から1728年まで五港長官を、1724年から1737年までケント統監を、1725年から1731年まで国王親衛隊隊長を、1731年から1737年までロンドン塔管理長官を務めた。また、1725年5月27日にバス勲章を授与され、1731年11月29日に枢密顧問官に任命された。
1737年9月27日に未婚のままペンスハーストで死去、10月11日に同地で埋葬された。弟ジョスリンが爵位を継承した。